# 瑪麗蓮·曼森 (樂隊)
瑪麗蓮·曼森（英語：Marilyn Manson）是美國工業搖滾的音樂團體，以主唱的藝名命名。它的樂風屬於歌德式工業金屬曲風，從1994年到2009年也有不同的變化。

## 乐队命名
樂隊原名為「Marilyn Manson and the Spooky Kids」，其中Marilyn Manson是主唱的藝名，而Spooky Kids則是指團中的其他隊員。樂隊名字在1992年縮短至「Marilyn Manson」。樂隊成員均以著名殺人犯為姓、美艷藝人為名。如主唱的姓名就是取材自Marilyn Monroe（瑪麗蓮·夢露）以及美國殺人魔王Charles Manson（查爾斯·曼森）；吉他手Scott Mitchell Putesky艺名为Daisy Berkowitz也是由公爵Daisy和狂人David Berkowitz组成。他們如此取名的原因是喜歡「美麗」與「恐怖」的矛盾和對比。

## 發展過程
1989年化名為Manson的Brian Warner在佛羅里達州遇到吉他手Scott Mitchell Putesky，兩人一拍即合，決定共同從事音樂活動。Scott Mitchell Putesky改名為Daisy Berkowitz，加上後來加入的Gidget Gein和M.W.Gacy成立了最初的Marilyn Manson & the Spooky kids，即Marilyn Manson的前身。
早期Marilyn Manson在佛羅里達的一些小酒吧裡表演，亦沒有正式出版過大碟。但会在公開演出時出售自行錄製CD和錄音。
1994到1995年Marilyn Manson出版了單曲《Get Your Gunn》及專輯《Portrait Of An American Family》，并加入了唱片公司Nothing Records。
1995年Marilyn Manson出版專輯《Smells Like Children》。樂隊早期在演出時穿上具濃厚SM意味的服裝，而主音Marilyn Manson開始配戴裝飾性的隱形眼鏡，以及塗上誇張的眼影及口紅。主音Marilyn Manson表示「任何藝人都必須經過扮演米奇老鼠取悅大眾的道路」。之后化妆變成了樂隊的演出傳統。
主音Marilyn Manson的演唱方式也引起不少負面波瀾，例如在台上撕毀宗教經典及因裸體演出而被指控並送入監獄。之後一連串争议的行徑，加上詭異的外型，樂隊開始遭受外界批评。
隨著Marilyn Manson不斷累積知名度和演出經驗的提升，隨之而來的還有來外界人士的批判。不過，但其作品《Sweet Dreams》卻令樂隊一夜之間大受主流媒體關注。
1996年10月推出的大碟《Antichrist Superstar》大碟推出不久後便進駐Billboard排行榜的第三名。在銷量上成績傲人，进一步提升了乐队的知名度。

Mechanical Animals唱片封面，外星人造形。

1998年底，Marilyn Manson開始投入第3張專輯《Mechanical Animals》的製作，但是在唱片幾乎完成的時候，吉他手Zim Zum宣佈離隊，並另組新隊。此时主唱Marilyn Manson的朋友John 5(John Lowery)加入補替，6個星期後，全碟重印完成，《Mechanical Animals》正式推出。在專輯裡Marilyn Manson以雌雄同體的外星人造形示人。主音表示《Mechanical Animals》是一張比以往更具旋律性的專輯，與以前的作品相比這張專輯更具流行性及觸及電子音樂的版圖。但題材涉及毒品（Track.9:＜Don't Like The Drugs (But The Drugs Like Me＞)及前衛暴露的專輯封面及平面廣告使《Mechanical Animals》而遭受全美一些大型賣場及媒體抵制。但大碟一經推出，即登美國大碟榜榜首，銷量數字可觀。
2002-2004年《Golden Age Of Grotesque》時期的樂隊由以往誇張或中性的造形，開始向紳士、華貴風格靠攏。而Marilyn Manson曾表示專輯《Golden Age Of Grotesque》的背景來自30年代的荷里活風華，也受到戰後柏林的達達主義影響。在音樂方面，《Golden Age Of Grotesque》被樂迷喻為Marilyn Manson最「流行」的作品，受到達達主義影響的這張專輯變得旋律化的同時卻更戲劇化，節奏顯得怪誕而急促。
2004年3月，主唱Marilyn Manson於官方網站中宣佈John5離隊的消息，Tim Skold後來代替他成為樂隊的吉他手。
乐队新专辑《Eat Me, Drink Me》是主音Marilyn Manson跟妻子DitaVon Teese離婚後，跟Tim Skold共同製作的大碟。
此外，Marilyn Manson的女友Evan Rachel Wood也亮相於《Heart-Shaped Glasses (When the Heart Guides the Hand)》的MV裡，但因涉及性愛場面，此曲的MV被禁播或刪剪。
2008年1月15日，Manson在自己的Myspace中表示Bass手Twiggy Ramirez回團，但同時Tim Skold必須離團。而吉他手方面則由Rob Holliday擔任。
2008年8月13日，韩国ETP音乐节发布会上Manson宣布前软饼干乐队成员Wes Borland将担任乐队吉他手。

## 音樂作品

### 音乐专辑
- Portrait of an American Family（美國家庭雕像，1994年）
- Smells Like Children（孩子氣，1995年）
- Antichrist Superstar（離經叛道，1996年）
- Remix and Repent（悔不當初混音特輯，1997年）
- Mechanical Animals（機械化動物，1998年）
- The Last Tour on Earth（終結地球現場演唱精選，1999年）
- Holy Wood (In the Shadow of the Valley of Death)（亡命聖林，2000年）
- The Golden Age of Grotesque（驚世駭俗，2003年）
- Lest We Forget（魔界驚選，2004年）
- Eat Me, Drink Me（生吞活剝，2007年）
- The High End of Low（高級墮落，2009年）
- Born Villain (壞胚子，2012年)
- The Pale Emperor (蒼白皇帝，2015年)
- Heaven Upside Down（煉獄崛起，2017年）
- We Are Chaos（混沌，2020年）

### 電影配樂
- 1994年-Natural Born Killers 閃靈殺手
- 1997年-Spawn 閃靈悍將
- 1999年-The Matrix 駭客任務
- 1999年-Detroit Rock City 搖滾新世代
- 1999年-House On Haunted Hill 猛鬼屋
- 2000年-Book of Shadows : Blair Witch 2 陰魂怒吼
- 2001年-From Hell 開膛手
- 2001年-Not Another Teen Movie 非常男女
- 2002年-Bowling for Columbine 科倫拜校園事件
- 2002年-Resident Evil 惡靈古堡
- 2005年-Enron: The Smartest Guys in the Room 安隆風暴
- 2005年-House of Wax 恐怖蠟像館
- 2005年-Saw II 奪魂鋸2
- 2012年-Chernobyl Diaries 厄夜車諾比
- 2014年-Killing Strangers 捍衛任務

## 外部連結
- marilynmanson.com （页面存档备份，存于） - 樂隊官方網站